# Widderfeld (Pilatus)
Das Widderfeld ist ein 2076 m ü. M. hoher Gipfel des Pilatusmassivs der Emmentaler Alpen bei Luzern in der Schweiz. Über die Bergspitze verläuft die Kantonsgrenze zwischen den Kantonen Obwalden und Luzern. Das Dreikantoneeck mit Nidwalden befindet sich nördlich, unterhalb des Gipfels auf 1920 m ü. M.

## Erreichbarkeit
Der Gipfel des Widderfelds ist über einen Bergwanderweg im Schwierigkeitsgrad T3 der SAC-Wanderskala zu erreichen. Der schnellste Weg führt von der Bergstation der Pilatus-Bahnen auf dem Pilatus Kulm in einer Stunde und 40 Minuten zum Widderfeld.
Weitere Varianten sind der Aufstieg über den Bergwanderweg beginnend im Eigenthal oder von Alpnach bzw. Alpnachstad. Diese beide Wege vereinen sich auf dem Grat des Pilatusmassives bei der Rottosse und führen von der Westseite her auf das Widderfeld.
Das Widderfeld ist ein Gipfel entlang der Grat-Wanderung über das Pilatusmassiv von Gfellen bis zum Pilatus Kulm.

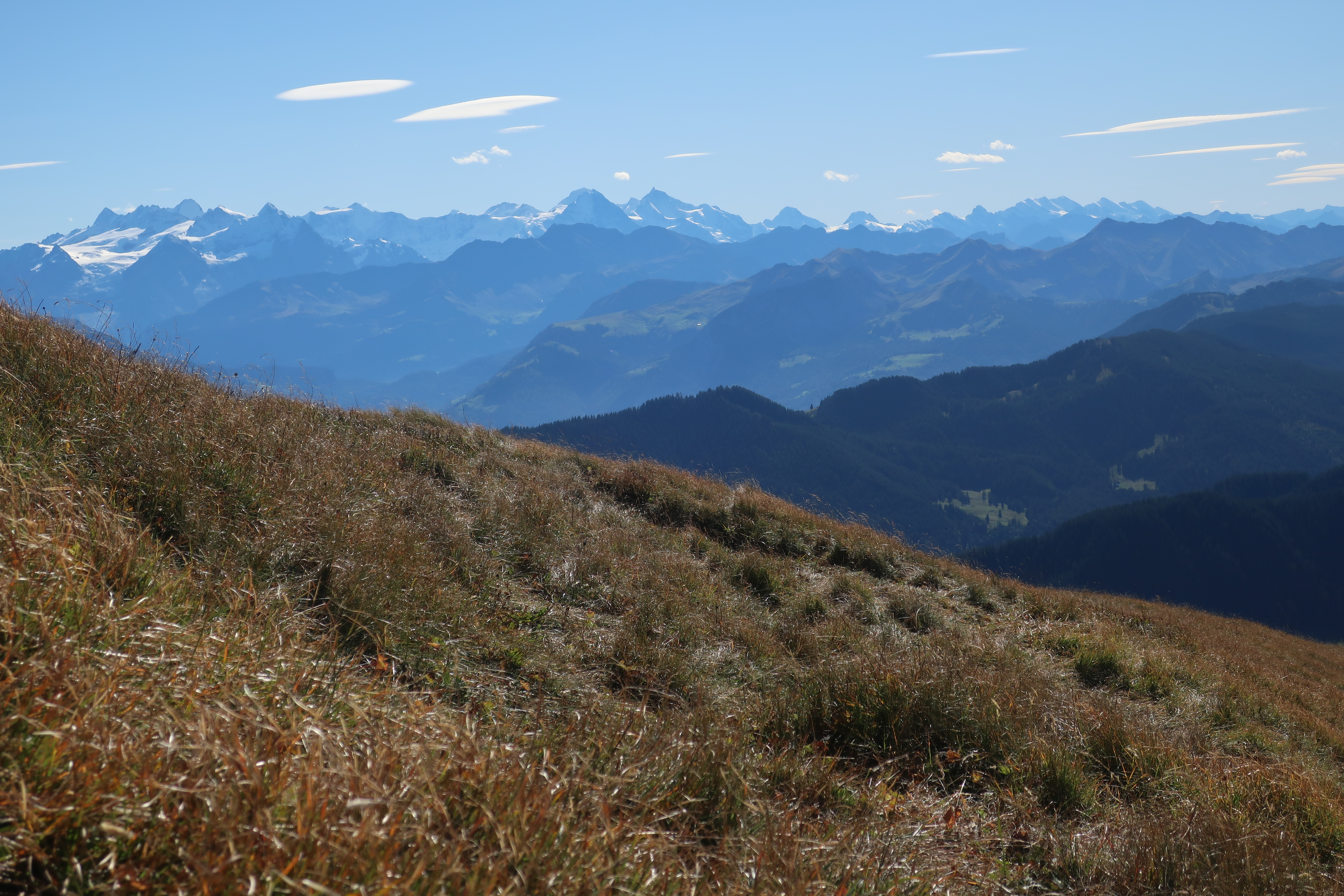
Aussicht vom Widderfeld nach Süd-Westen in die Berner Alpen
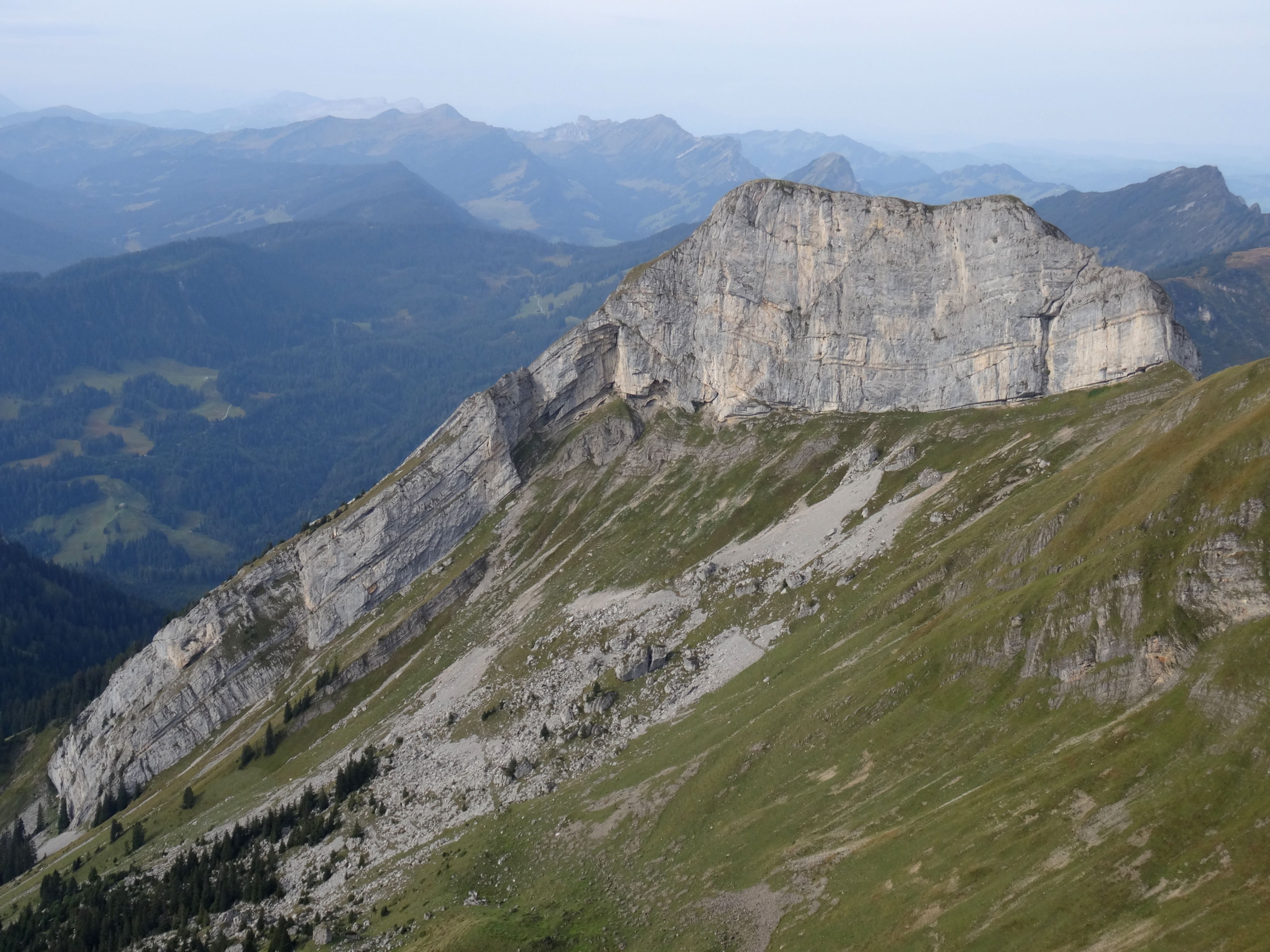
Widderfeld vom Tomlishorn